# Rifugio Franco Chiarella all'Amianthé
Il rifugio Franco Chiarella all'Amianthé è un rifugio situato nel comune di Ollomont, in Valpelline, nelle Alpi Pennine, a 2.979 m s.l.m.

## Storia
Il CAI di Torino aveva costruito in questo luogo nel 1912 una capanna. Il rifugio attuale è stato costruito nel 1975.

## Caratteristiche e informazioni
Il rifugio domina la Conca di By. Dal rifugio si gode di un ottimo panorama sul Monte Vélan, la Grivola, il Gran Paradiso, il monte Emilius, la Becca di Nona e la Punta Tersiva.

## Accessi
Il rifugio è raggiungibile in circa quattro ore partendo dalla frazione Glacier di Ollomont.

## Ascensioni
- Grand Combin - 4.314 m
- Grande Tête de By - 3.587 m
- Tête Blanche de By - 3.413 m

## Traversate
- Bivacco Biagio Musso - 3.664 m (in Svizzera)
- Cabane de Valsorey - 3.030 m (in Svizzera)
- Cabane du Vélan - 2.642 m (in Svizzera)
- Bivacco Rosazza al Savoie - 2.674 m